# مارك بيرنير
مارك بيرنير هو سياسي فرنسي، ولد في 19 أبريل 1943 في لو مان في فرنسا. نشط حزبياً في الاتحاد من أجل حركة شعبية والتجمع من أجل الجمهورية. وقد انتخب Mayor of Vaiges ‏ (19 يونيو 1995 – 5 فبراير 2016) وانتخب نائب فرنسي عن دائرة Mayenne's 2nd constituency ‏ خلال فترته النيابية ‏ (20 يونيو 2007 – 19 يونيو 2012) وانتخب نائب فرنسي عن دائرة Mayenne's 2nd constituency ‏ خلال فترته النيابية ‏ (19 يونيو 2002 – 19 يونيو 2007).